# Cuivré de l'Atlas
Lycaena phoebus
Espèce
Le Cuivré de l'Atlas (Lycaena phoebus) est une espèce d'insectes lépidoptères (papillons) de la famille des Lycaenidae et de la sous-famille des Lycaeninae, endémique du Maroc.

## Systématique
L'espèce Lycaena phoebus a été décrite par Charles Théodore Blachier en 1905.
Synonymes : 
- Chrysophanus phoebus Blachier, 1905 — protonyme
- Thersamonia phoebus (Blachier, 1905)

## Noms vernaculaires
Le Cuivré de l'Atlas se nomme Moroccan Copper en anglais.

## Description
Le Cuivré de l'Atlas est un petit papillon présentant un léger dimorphisme sexuel : le dessus est cuivre bordé d'une fine ligne marron avec une zone de suffusion marron aux ailes postérieures et orné de lignes de taches marron formant des rangées plus marquées chez la femelle.
Le revers est aux antérieures d'un ton orange et aux postérieures d'un ton beige grisé, ornées de taches noires cernés de blanc et aux postérieures d'une ligne submarginale de taches orange ovales.

### Espèces proches ou ressemblantes
Pas dans son aire de répartition.

## Biologie

### Période de vol et hivernation
Il vole suivant les lieux d'avril à septembre ou simplement d'août à septembre en un nombre de générations variable.

### Plantes hôtes
Sa plante hôte est Polygonum aviculare dans le Haut Atlas et peut-être Polygonum equisetiforme dans l'Anti-Atlas.

## Écologie et distribution
Il n'est présent qu'au Maroc, dans l'Atlas.

### Biotope
C'est un lépidoptère des lieux herbus fleuris.

### Protection
Pas de statut de protection particulier.[réf. nécessaire]